# Gerichtsorganisation der Freien Hansestadt Bremen
Dieser Artikel beschreibt die Entwicklung der Gerichtsorganisation der Freien Hansestadt Bremen.

## Geschichte

### Vorgeschichte
Die Gerichtsbarkeit über die Stadt Bremen lag seit der Mitte des 10. Jahrhunderts bei den Bischöfen von Bremen, die diese über Vögte ausüben ließen. 967 erhielt Bischof Adaldag von Otto II. ein Privileg, nachdem der Bischof für seine Besitzungen die Befugnisse der gräflichen Hochgerichtsbarkeit erhielt.
Im Laufe der folgenden Jahre verschob sich die Macht zunehmend auf den Bremer Rat. Anfang des 13. Jahrhunderts war die Verwaltung dem Zugriff des Vogtes weitgehend entzogen und dieser auf die Funktion als Richter beschränkt. In Bezug auf die Gerichtsbarkeit bildete sich Mitte des 13. Jahrhunderts die Sühnegerichtsbarkeit heraus. Hier trat die Stadt bei Streitereien zwischen Bürgern als Gericht auf und setzte die Urteile auch um. Allerdings war weiter ein Anrufen der Vogteigerichtsbarkeit möglich. Diese geriet auch dadurch unter den Einfluss des Stadtrates, da die Dingleute im Vogteigericht sich aus den Beisitzern des Rats zusammensetzten. Bei schwierigen Fällen riefen diese dann den als rechtskundig bekannten Stadtrat um eine Rechtsbelehrung an.
Die Versuche der Bischöfe, ihre Rechte zu sichern, blieben erfolglos. Bischof Gerhard II. untersagte 1246 in den Gerhardschen Reversalen der Stadt in der Willkür die Sühnegerichtsbarkeit aufzunehmen. Mittelfristig konnten die Bischöfe diese Position aber nicht durchsetzen. Auch wenn das Stadtrecht von 1303 die Gerichtsfunktion nicht aufführte wurde im 14. Jahrhundert eine Niedergerichtsbarkeit des Rates betrieben. Die Position des Rates war auch dadurch stark, dass die Stadt im 14. Jahrhundert die Exekutionsgewalt für Urteile des Vogteigerichtes war. Gegen die Vollstreckung des Urteils bildete dann der Rat quasi die Berufungsinstanz. Auch im Strafrecht zog der Rat Kompetenzen an sich. Unbestritten war aber die Zuständigkeit der Vogtei in der hohen Gerichtsbarkeit.

### Die Gerichtsprivilegien Karls V. von 1541
Mit Privileg vom 15. Juli 1541 durch Kaiser Karl V. erhielt die Stadt das Recht für alle Rechtsstreitereien unter 200 Reichstalern ein Gericht einzusetzen und dass der Rat Appellationsinstanz für dieses Gericht sein solle. Gleichzeitig erhielt der Rat ein Appellationsrecht an das Reichskammergericht bei Streitwerten über 750 Reichstaler. Der Rat erhielt damit die niedere Gerichtsbarkeit über die ganze Stadt. Ein Protest von Bischof Christoph beim Kaiser blieb erfolglos, das Vogteigericht blieb damit faktisch auf die hohe Gerichtsbarkeit beschränkt.
1542 wurde damit das Kaiserliche Niedergericht mit einer Unterabteilung dem Gastgericht als Eingangsgericht eingerichtet. Es bestand aus einem Richter, den die Stadt ernannte, einem Ratsherren und dem Syndikus des Rates. Als Appellationsgericht entstand das Obergericht, welches aus den jeweils im Eid stehenden Stadtquartieren bestand.
Während des Dreißigjährigen Krieges konnte Bremen die Anerkennung seiner Reichsunmittelbarkeit durch das Linzer Diplom erreichen, das von Kaiser Ferdinand III. ausgestellt wurde. Die Frage der Vogteigerichtsbarkeit blieb umstritten. Während Bremen dies für sich beanspruchte, erhob Schweden als Rechtsnachfolger des Erzbistums weiter den Anspruch darauf. Auch 1741 im 2. Stader Vergleich mit dem Kurfürstentum Braunschweig-Lüneburg blieb die Frage offen und wurde erst mit dem Reichsdeputationshauptschluss 1803 final zu Gunsten Bremens abgeschlossen. Faktisch spielte diese Frage aber keine Rolle. Von der Übernahme durch Hannover bis zum Ende des HRR wurden nur zehn Prozesse vor dem Vogteigericht gehalten.

### Die Gerichtsverfassung von 1751
Die Gerichtsverfassung von 1751 kodifizierte den erreichten Stand der Gerichtsorganisation. Danach bestanden das Obergericht, das Niedergericht, das Gastgericht, die Gohgerichte, das Kämmereigericht und die Gerichte der Morgensprachsherren und Inspektoren der Ämter und Sozietäten.

#### Das Obergericht
Das Obergericht war zweite Instanz für die Entscheidungen der Untergerichte. Als erste Instanz war es nun für Fälle mit einem Streitwert von 300 Reichstalern, für Personen mit priveligiertem Gerichtsstand (Ratsmitglieder, Zünfte, Gutsherren u. ä.), Ehesachen, Konkurssachen, die Freiwillige Gerichtsbarkeit und schwere Straftaten zuständig. Ab einem Streitwert von 750 Reichstalern war Appellation an das Reichskammergericht möglich. Bei geringerem Wert war das Obergericht selbst Appellationsinstanz (dadurch dass die Personen im Gericht halbjährlich wechselten, war es bei der Appellationsverhandlung anders besetzt).

#### Untergerichte
Das Niedergericht war in Zivilsachen Eingangsgericht für die geringeren Fälle zuständig, die nicht dem Obergericht zugehörig waren. Es war für die Altstädter Bürger zuständig. Das Gastgericht war dagegen für die Neustädter und vorstädtischen Bürger sowie für alle Fremden zuständig. Damit war das Gastgericht das wesentlichere Gericht und tagte an drei Tagen in der Woche. Daher wurden auch eilbedürftige Fälle des Niedergerichts am Gastgericht behandelt.
In Strafsachen war die Sühnegerichtsbarkeit Anfang der Neuzeit auf die Kämmerer übergegangen und bestand als Kämmereigericht fort. Es bestand aus den vier Kämmerern der Stadtquartiere. Es arbeitete im Akkusationsverfahren, d. h. auf Antrag der Geschädigten. Verfahren im Inquisitionsverfahren gingen an das Obergericht.
Auf dem Lande bestanden in den vier Gohen Gohgerichte. Der Gohgräfe entschied als Einzelrichter. Die Kompetenzen entsprachen dem Niedergericht, jedoch wurden hier auch Ehesachen mitbehandelt.
Die Gerichte der Morgensprachsherren und Inspektoren der Ämter und Sozietäten waren Sondergerichte für die Mitglieder der Zünfte und anderen Organisationen. Eine Appellation gegen diese Entscheidungen ging nicht vor das Obergericht, sondern vor den ganzen Rat. Eine weitere Prüfung durch das Reichskammergericht war nicht möglich.
Zuletzt bestanden Sondergerichte, die in der Gerichtsverfassung nicht erwähnt waren: Das Wachtgericht (für die Bürgerkompanien), das Kriegsgericht (für die Stadtmilitärs) und das Seegericht. Dieses war ein reines Schiedsgericht und mit zwei Ratsherren, zwei Vertretern der Bürgerschaft und zwei Mitgliedern der Schiffergilde besetzt.
Bremen hatte bis zum Ende des HRR kein Privilegium de non appellando erreicht. Aufgrund der Bildung des Rheinbundes 1806 legte der Kaiser seine Krone nieder und das Reichskammergericht entfiel als letzte Instanz. Am 15. Oktober 1806 wurde daher ein Revisionsgericht gebildet, das die Aufgaben des Reichskammergerichts übernahm.

### Die Franzosenzeit
Nach der Annexion nordwestdeutscher Gebiete am 1. Januar 1811 als Teil des napoleonischen Ersten Französischen Kaiserreichs wurde dort das französische Rechtssystem und damit auch die französische Gerichtsorganisation und die Trennung der Rechtsprechung von der Verwaltung eingeführt.
Auf der Ebene der Kantone wurden Friedensgerichte eingeführt, auf Ebene der Arrondissements Tribunale erster Instanz. Auf dieser Ebene bestanden auch Handelsgerichte (Kommerztribunale). In den Hauptstädten der Départements waren als Appellationsgerichte Kaiserliche Gerichte eingerichtet (Cour Impériale). Darüber stand ein Kassationshof und ein hoher Kaiserlicher Justizhof (haute Cour Impériale).
Für die Strafrechtspflege wurden an den Hauptstädten der vier Departements Assisenhöfe eingerichtet. Daneben bestand der Spezialgerichtshof Hamburg unter dem Präsidenten Hercule Comte de Serre.
In Bremen selbst bestanden damit vier Friedensgerichte (Oststadt, Weststadt, Neustadt, Landgebiet), ein Tribunal erster Instanz für das Arrondissement Bremen und ein Handelsgericht.
Diese Gerichtsorganisation nahm keine Rücksicht auf die historisch gewachsenen Gerichtsstrukturen.

### Die Gerichtsordnung von 1814
Nach dem Abzug der Franzosen wurden zunächst die französischen Gerichte provisorisch bestätigt. Das Schwurgericht wurde aufgehoben und seine Aufgabe dem Tribunal erster Instanz zugeordnet. Das das Obergericht in Hamburg weggefallen war, war statt der Kassationsbeschwerde ein Rekurs an den sitzenden Rat eingeführt.
Nach intensiven Verfassungsberatungen wurde am 1. September 1814 eine neue Gerichtsordnung beschlossen. Danach entstand das Obergericht mit den beiden im Eid befindlichen Stadtquartieren, das Unterzivil- und Landgericht mit einem Senator als Stadtrichter und den jeweiligen Gohgräfen, das Unterkriminalgericht aus den vier Kämmeren. In Vegesack wurde ein Amtmann als Richter tätig.

### Die Gerichtsordnung von 1820
Gemäß der Bundesakte des Deutschen Bundes musste für alle Mitgliedsstaaten ein Oberappellationsgericht gebildet werden. 1820 entstand daher das Oberappellationsgericht der vier Freien Städte als oberstes Gericht. Problem war, dass das Obergericht in vielen Fällen als erste Instanz entschied. Für diese Fälle fehlte es an der vorgeschriebenen zweiten Instanz. Es wurde daher eine aus Richtern des Obergerichts gebildete Zwischenrevisionsinstanz geschaffen. Diese konnte aber auch übersprungen und direkt das Oberappellationsgericht angerufen werden.
1823 wurde die Zusammensetzung des Obergerichtes verändert. Es bestand nun aus zwei rechtsgelehrten Bürgermeistern, sechs rechtsgelehrten und zwei kaufmännischen Senatoren.
Im Mai 1827 entstand das Amt Bremerhaven. Analog der Situation in Vegesack wurde ein Amtmann als Richter eingesetzt.
1833 wurde das Hypothekenwesen mit dem Erbe- und Handfestenordnung neu geregelt. Gerichtsbehörde für Hypothekensachen wurde das Erbe- und Handfestenamt (anfangs Erbe- und Handfestenkommission).
1845 entstand das Handelsgericht, welches nach Hamburger Vorbild geschaffen wurde. Es bestand aus zwei rechtsgelehrten Mitgliedern des Senats und sieben Kaufleuten der bremischen Börse (mit vier Stellvertretern). Jährlich schied einer der Kaufleute aus und wurde nachgewählt. Das Gericht war auch in der Besetzung von einem Senator und zwei Kaufleuten entscheidungsfähig, so konnten bei Bedarf zwei Kammern gebildet werden. Es war für alle Handelssachen (auch in Vegesack und Bremerhaven) zuständig. Bei einem Streitwert zwischen 30 und 300 Talern war eine Revision an (die andere Kammer des) Handelsgerichts, bei höheren Beträgen an das Obergericht möglich.
Ende 1847 wurde noch das Steuergericht für Steuersachen gebildet, die im Zusammenhang mit dem Staatsvertrag betreffend der Verkehrsverhältnisse und des Warenhandels auf der Unterweser standen. Diese war mit dem Großherzogtum Oldenburg und Hannover abgeschlossen worden.

### Die Gerichtsordnung von 1849
Die Märzrevolution von 1848 führte zu geringen Änderungen in der Struktur der Gerichte, aber die Trennung der Rechtsprechung von der Verwaltung wurde 1849 umgesetzt. Als Richter wurde nun ein Richterkollegium aus 12 Richtern bestimmt, die die bisherigen Justizsenatoren ablösten. Die Richter durften nun kein Amt in der Verwaltung haben. Dies betraf nicht die Amtmänner in Vegesack und Bremerhaven. Diese blieben bis 1879 Verwaltungsbehörde und Richter. Weiterhin wurden Schwurgerichte eingeführt.
Auch die Gerichte der Morgensprachsherren und Inspektoren der Ämter und Sozietäten wurden aufgehoben und durch ein neu eingerichtetes Gewerbegericht ersetzt.
In der Reaktionsära wurden mit der Verfassung von 1854 viele Errungenschaften der Märzrevolution beseitigt. So wurden die Schwurgerichte wieder abgeschafft. Neu geschaffen wurde ein Kompetenzkonflikthof aus drei Richtern, drei Senatoren und einem Rechtsgelehrten, der bei Konflikten zwischen Gerichten und Verwaltung entschied. Weitere Änderungen bei den Gerichten wurden nicht vorgenommen.
1863 wurde das Gewerbegericht wieder aufgehoben, da die Privilegien der Zünfte weggefallen waren.
Entsprechend der Gewerbeordnung des Norddeutschen Bundes wurden zum 1. Januar 1878 Gewerbegericht in Bremen, Bremerhaven und Vegesack gebildet. Dies hatte nun die Aufgabe arbeitsrechtliche Konflikte zu entscheiden und bestand aus zwei Senatoren (die keine Juristen sein mussten) und je 12 Arbeitgeber- und Arbeitnehmervertretern.

### Reichsjustizgesetze von 1879
Die Reichsjustizgesetze von 1879 führten reichsweit zu einer einheitlichen Gerichtsstruktur. Oberstes Gericht war nur das Reichsgericht, dem war das Hanseatische Oberlandesgericht Hamburg als Oberlandesgericht und das Landgericht Bremen nachgeordnet. Darunter entstanden die Amtsgerichte Bremen und Bremerhaven.
Mit dem Reichsgewerbegericht von 1890 wurde das Gewerbegericht aufgehoben. 1904 entstanden gemäß dem Kaufmannsgerichtsgesetz Kaufmannsgerichte in Bremen und Bremerhaven.
Gemäß Arbeitsgerichtsgesetz vom 23. Dezember 1926 wurden in Deutschland Arbeitsgerichte gebildet. Diese waren nur in der ersten Instanz unabhängig, die Landesarbeitsgerichte waren den Landgerichten zugeordnet. Am Landgericht Bremen entstand so 1927 das Landesarbeitsgericht Bremen als Landesarbeitsgericht. In Bremen entstand das Arbeitsgericht Bremen.
1939 wurde das preußische Amtsgericht Bremen-Blumenthal und das Arbeitsgericht Blumenthal bremisch.

## Nach dem Zweiten Weltkrieg
1947 wurde das Hanseatische Oberlandesgericht in Bremen gebildet. Die Arbeitsgerichte waren zunächst von die Siegermächten aufgehoben worden. Gemäß Kontrollratsgesetz 21 sollten in Deutschland wieder Arbeitsgerichte aufgebaut werden. In Bremen entstand das Landesarbeitsgericht und die Arbeitsgerichte Bremen und Wesermünde neu.

## Gegenwart
Für die heutige Gerichtsorganisation siehe die Liste der Gerichte der Freien Hansestadt Bremen.